# Manwood Green
Manwood Green – przysiółek w Anglii, w hrabstwie Essex, w dystrykcie Uttlesford. Leży 18 km na zachód od miasta Chelmsford i 41 km na północny wschód od Londynu.